# Rush University Medical Center
Rush University Medical Center (Rush) – akademicki ośrodek medyczny oraz szpital uniwersytecki w dzielnicy Illinois Medical District w Chicago, w stanie Illinois. Jest to główny szpital Rush University System for Health, w którego skład wchodzą Rush Oak Park Hospital oraz Rush Copley Medical Center, i jest także główny szpital dydaktyczny powiązany z Rush University. 

## Historia
Rush Medical College uzyskało statut 2 marca 1837 roku, dwa dni przed założeniem miasta Chicago. Jej założyciel, Daniel Brainard, nazwał szkołę na cześć Benjamina Rusha, jedyny lekarz który podpisał Deklarację Niepodległości.  Szpital słynie z budynku w kształcie motyla, zaprojektowana z myślą o obsłudze zdarzeń masowych.  W 2023 otworzono nowy budynek Joan i Paula Rubschlager - siedziba Centrum Onkologicznego Rush - koszt budowy wynosił około 450 milionów dolarów.  W 2024 roku ogłoszono współprace pomiędzy Rush oraz MD Anderson Cancer Center który jest uznawany jako najlepszy szpital pod względem opieki onkologicznej w Stanach Zjednoczonych według US News.

## Rankingi
W 2024 roku US News & World Report umieścił Rush University Medical Center w czołówce 20 najlepszych szpitali w USA, i zajmuje pierwsze miejsce wraz ze szpitalem Northwestern Memorial Hospital w Illinois oraz w Chicago w rankingu szpitali. Jedenaście specjalizacji szpitalnych zostało sklasyfikowanych wśród najlepszych ze wszystkich szpitali w Stanach Zjednoczonych, w tym:
- Neurologia oraz Neurochirurgia (nr 7)
- Ortopedia (nr. 10)
- Geriatria (nr. 10)
- Kardiologia (nr. 12)
- Urologia (nr. 14)
- Pulmonologia (nr. 15)
- Endokrynologia (nr. 21)
- Laryngologia (nr. 28)
- Gastroenterologia (nr 28)
- Onkologia (nr. 29)
- Ginekologia (nr. 29)[5]

## Usługi
Rush University Medical Center dysponuje 671 łóżkami dla pacjentów w 14-piętrowym budynku.  Znajduje się w dzielnicy Near West Side w Chicago. Szpital słynie z budynku w kształcie motyla, zaprojektowana z myślą o obsłudze zdarzeń masowych. Rush oferuje ponad 70 programów szkolenia rezydentów oraz staży w specjalizacjach i nad-specjalizacjach medycznych i chirurgicznych.